# Oscar for bedste lyd
Oscar for bedste lyd (eller Academy Award for Best Sound Mixing) er en Oscar der årligt bliver uddelt til den film der har den fineste eller mest æstetiske lydkmiks eller lyddesign. Prisen modtages oftest af den ledende lydmand i filmen, nogle gange sammen med lyddesigneren.

## Vindere og nominerede
Vinderne står først og er fremhævede med fed.

### 1930'erne
- 1929–1930: Mennesker bag Gitret: Douglas Shearer, Metro-Goldwyn-Mayer Studio
  - Sergeant Grischa: John Tribby
  - Prinsgemalen: Franklin Hansen
  - Raffles - Amatørtyven: Oscar Lagerstrom
  - The Song of the Flame: George Groves
- 1930–1931: Paramount Publix Studio Sound Department
  - MGM Studio Sound Department
  - RKO Radio Studio Sound Department
  - Samuel Goldwyn-United Artists Studio Sound Department
- 1931–1932: Paramount Publix Studio Sound Department
  - MGM Studio Sound Department
  - RKO Radio Studio Sound Department
  - Walt Disney
  - Warner Bros. First National Studio Sound Department
- 1932–1933: Farvel til våbnene: Franklin Hansen, Paramount Studio
  - 42. gade: Nathan Levinson
  - Gold Diggers: Nathan Levinson
  - Jeg er en flygtning: Nathan Levinson
- 1934: Kærlighedens Symfoni: John Livadary, Columbia Studio
  - Florentinske Nætter: Thomas T. Moulton
  - Cleopatra: Franklin B. Hansen
  - Hele hærens gavtyv: Nathan Levinson
  - Continental: Carl Dreher
  - Lykken banker på din dør: Theodore Soderberg
  - Viva Villa: Douglas Shearer
  - Den hvide parade: Edmund H. Hansen
- 1935: Letsindige Marietta: Douglas Shearer, Metro-Goldwyn-Mayer Studio
  - 1,000 Dollars a Minute: Republic Studio Sound Department
  - Bride of Frankenstein: Gilbert Kurland
  - Kaptajn Blod: Nathan Levinson
  - Den sorte engel: Thomas T. Moulton
  - Min Lykkedrøm: Carl Dreher
  - Englands sønner: Franklin B. Hansen
  - Love Me Forever: John Livadary
  - Thanks a Million: E. H. Hansen
- 1936: San Francisco: Douglas Shearer, Metro-Goldwyn-Mayer Studio
  - Banjo on My Knee: E. H. Hansen
  - For Englands ære: Nathan Levinson
  - Hr. og Fru Dodsworth intime: Thomas T. Moulton
  - General Spanky: Elmer Raguse
  - En gentleman kommer til byen: John Livadary
  - Texas-Legionen: Franklin B. Hansen
  - Pigen fra Paris: John Aalberg
  - Tre smarte piger: Homer G. Tasker
- 1937: Orkanen: Thomas Moulton, United Artists Studio
  - Pigen siger nej: A. E. Kaye
  - Hitting a New High: John Aalberg
  - Chicago: E. H. Hansen
  - Emile Zola's liv: Nathan Levinson
  - Tabte horisonter: John Livadary
  - Det var i maj: Douglas Shearer
  - 100 Mand og een Pige: Homer G. Tasker
  - Topper: Elmer Raguse
  - Wells Fargo: Loren L. Ryder
- 1938: Ham og ingen anden: Thomas Moulton, United Artists Studio
  - Den store Manøvre: Charles L. Lootens
  - Fire døtre: Nathan Levinson
  - Hvis jeg var konge: Loren L. Ryder
  - En skør familie: Elmer Raguse
  - Suez: Edmund H. Hansen
  - Sweethearts: Douglas Shearer
  - I de unge Aar: Bernard B. Brown
  - En livlig dame: James Wilkinson
  - Du kan ikke tage det med dig: John Livadary
- 1939: Stormnatten: Bernard B. Brown, Universal Studio
  - Balalaika: Douglas Shearer
  - Borte med blæsten: Thomas T. Moulton
  - Farvel, Mr. Chips: A. W. Watkins
  - Operettekongen: Loren L. Ryder
  - Klokkeren fra Notre Dame: John Aalberg
  - Man of Conquest: Charles L. Lootens
  - Mr. Smith kommer til Washington: John Livadary
  - Mus og mænd: Elmer Raguse
  - Dronningens Elsker: Nathan Levinson
  - Og regnen kom: E. H. Hansen

### 1940'erne
- 1940: Vi jazzkonger: Douglas Shearer, Metro-Goldwyn-Mayer Studio
  - Behind the News: Charles L. Lootens
  - Fribytter-kaptajnen: Elmer Raguse
  - Vredens druer: E. H. Hansen
  - The Howards of Virginia: Jack Whitney
  - Kitty Foyle: John Aalberg
  - Canadas sønner: Loren L. Ryder
  - Vor by: Thomas T. Moulton
  - Havørnen: Nathan Levinson
  - Forårs-paraden: Bernard B. Brown
  - Too Many Husbands: John Livadary
- 1941: Lady Hamilton: Jack Whitney, General Service
  - Kærlighed efter aftale: Bernard B. Brown
  - Professoren og korpigen: Thomas T. Moulton
  - The Chocolate Soldier: Douglas Shearer
  - Citizen Kane: John Aalberg
  - The Devil Pays Off: Charles Lootens
  - Grøn var min barndoms dal: E. H. Hansen
  - Mændene i mit liv: John Livadary
  - Sergeant York: Nathan Levinson
  - Skylark: Loren Ryder
  - Topper vender tilbage: Elmer Raguse
- 1942: Yankee Doodle Dandy: Nathan Levinson, Warner Brothers Studio
  - 1001 Nat: Bernard B. Brown
  - Bambi: Sam Slyfield
  - De flyvende tigre: Daniel Bloomberg
  - Friendly Enemies: Jack Whitney
  - Guldfeber: James L. Fields
  - Mrs. Miniver: Douglas Shearer
  - Baronessen går under jorden: Stephen Dunn
  - Når mænd er bedst: Thomas T. Moulton
  - På eventyr i Marokko: Loren Ryder
  - Men dette fremfor alt: E. H. Hansen
  - Sig det med orkideer: John Livadary
- 1943: This Land Is Mine: Stephen Dunn, RKO Radio Studio
  - Bødler dør også: Jack Whitney
  - Kampen om olien: Daniel J. Bloomberg
  - Madame Curie: Douglas Shearer
  - Nordstjernen: Thomas T. Moulton
  - Spøgelset i operaen: Bernard B. Brown
  - Riding High: Loren L. Ryder
  - Sahara: John Livadary
  - Saludos Amigos: C. O. Slyfield
  - So This Is Washington: James L. Fields
  - Sangen om Bernadette: E. H. Hansen
  - This Is the Army: Nathan Levinson
- 1944: Wilson: E. H. Hansen, 20th Century-Fox Studio
  - Brazil: Daniel J. Bloomberg
  - Casanova i knibe: Thomas T. Moulton
  - Pin-up pigen: John Livadary
  - Kvinden uden samvittighed: Loren L. Ryder
  - Altid lillesøster: Bernard B. Brown
  - Hollywood Canteen: Nathan Levinson
  - It Happened Tomorrow: Jack Whitney
  - Nætter under halvmånen: Douglas Shearer
  - Music in Manhattan: Stephen Dunn
  - Voice in the Wind: Mac Dalgleish
- 1945: Sct. Mary's klokker: Stephen Dunn, RKO Radio Studio
  - Højt spil i San Francisco: Daniel J. Bloomberg
  - Fem minutter før New York: Bernard B. Brown
  - Lad himlen dømme: Thomas T. Moulton
  - Rhapsody in Blue: Nathan Levinson
  - Den store drøm: John P. Livadary
  - The Southerner: Jack Whitney
  - They Were Expendable: Douglas Shearer
  - The Three Caballeros: C. O. Slyfield
  - Storken kommer: W. V. Wolfe
  - The Unseen: Loren L. Ryder
  - Mirakelmanden: Gordon E. Sawyer
- 1946: Hele verdens sanger: John Livadary, Columbia Studio
  - De bedste år: Gordon E. Sawyer
  - Det herligt at leve: John Aalberg
- 1947: Biskoppens kone: Gordon Sawyer, Samuel Goldwyn Studio
  - Den grønne delfins gade: Douglas Shearer
  - Amerikas hemmelige politi: Jack Whitney
- 1948: Ormegården: Thomas Moulton, 20th Century-Fox Studio
  - Johnny Belinda: Nathan O. Levinson
  - Moonrise: Daniel J. Bloomberg
- 1949: Drenge bliver mænd: Thomas Moulton, 20th Century-Fox Studio
  - Hendes Hollywood Helt: Leslie I. Carey
  - Heltene fra Iwo Jima: Daniel J. Bloomberg

### 1950'erne
1950: Alt om Eva: Thomas Moulton, 20th Century-Fox Studio
- - Askepot: C. O. Slyfield
  - Louisa: Leslie I. Carey
  - Du er vor egen: Gordon Sawyer
  - Trio: Cyril Crowhurst
- 1951: Den store Caruso: Douglas Shearer, Metro-Goldwyn-Mayer Studio
  - Tilbage til livet: Leslie I. Carey
  - Dig kræver jeg: Gordon E. Sawyer
  - Omstigning til Paradis: Nathan Levinson
  - Two Tickets to Broadway: John Aalberg
- 1952: Gennem lydmuren: London Films Sound Department
  - En himmelhund: Pinewood Studios Sound Department
  - Hans Christian Andersen: Gordon E. Sawyer
  - Den tavse mand: Daniel J. Bloomberg
  - Der er sang i mit hjerte: Thomas T. Moulton
- 1953: Herfra til evigheden: John Livadary, Columbia Studio
  - Vestens vildkat: William A. Mueller
  - Ridderne af det runde bord: A. W. Watkins
  - Ilden i blodet: Leslie I. Carey
  - Klodernes kamp: Loren L. Ryder
- 1954: The Glenn Miller Story: Leslie I. Carey, Universal-International Studio
  - Brigadoon: Wesley C. Miller
  - Mytteriet på Caine: John P. Livadary
  - Skjulte øjne: Loren L. Ryder
  - Susan sov her: John Aalberg
- 1955: Oklahoma!: Fred Hynes, Todd-AO Sound Department
  - Den fryd, der rummer alt: Carlton W. Faulkner
  - Gift med en gangster: Wesley C. Miller
  - Mister Roberts: William A. Mueller
  - Ikke som en fremmed: Watson Jones, RCA Sound Department
- 1956: Kongen og jeg: Carlton W. Faulkner, 20th Century-Fox Studio
  - Min bedste ven, Gitano: Buddy Myers
  - Bristede strenge: John P. Livadary
  - Folket i den lykkelige dal: Gordon R. Glennan and Gordon E. Sawyer
  - De ti bud: Loren L. Ryder
- 1957: Sayonara: George Groves, Warner Brothers Studio
  - Sheriffen fra Dodge City: George Dutton
  - Mine piger fra Paris: Wesley C. Miller
  - Pal Joey: John P. Livadary
  - Anklagerens vidne: Gordon E. Sawyer
- 1958: South Pacific: Fred Hynes, Todd-AO Sound Department
  - Jeg vil leve!: Gordon E. Sawyer
  - Først elske - siden dø: Leslie I. Carey
  - En kvinde skygges: George Dutton
  - De unge løver: Carlton W. Faulkner
- 1959: Ben-Hur: Franklin Milton, Metro-Goldwyn-Mayer Studio
  - Rejsen til jordens indre: Carlton W. Faulkner
  - Natten er min fjende: A. W. Watkins
  - Nonnen: George Groves
  - Porgy og Bess: Gordon E. Sawyer og Fred Hynes

### 1960'erne
- 1960: Alamo: Fred Hynes, Todd-AO Sound Department og Gordon Sawyer, Samuel Goldwyn Studio
  - Nøglen under måtten: Gordon E. Sawyer
  - Cimarron: Franklin Milton
  - Pepe: Charles Rice
  - Sunrise at Campobello: George Groves
- 1961: West Side Story: Gordon Sawyer, Samuel Goldwyn Studio and Fred Hynes, Todd-AO Sound Department
  - Sladder: Gordon E. Sawyer
  - Flower Drum Song: Waldon O. Watson
  - Navarones kanoner: John Cox
  - Forældrefælden: Robert O. Cook
- 1962: Lawrence af Arabien: John Cox, Shepperton Studios
  - På gensyn i Paris: Robert O. Cook
  - The Music Man: George Groves
  - Sig det med mink: Waldon O. Watson
  - Hvad blev der egentlig af Baby Jane?: Joseph D. Kelly
- 1963: Vi vandt vesten: Franklin Milton, Metro-Goldwyn-Mayer Studio
  - Bye Bye Birdie: Charles Rice
  - Militærlægen Kaptajn Newman: Waldon O. Watson
  - Cleopatra: James Corcoran and Fred Hynes
  - Hopla, vi lever!: Gordon E. Sawyer
- 1964: My Fair Lady: George Groves, Warner Brothers Studio
  - Becket: John Cox
  - Den lange rejse hjem: Waldon O. Watson
  - Mary Poppins: Robert O. Cook
  - Den synkefri Molly Brown: Franklin Milton
- 1965: The Sound of Music: James Corcoran and Fred Hynes, 20th Century-Fox Studio
  - Michelangelo - smerte og ekstase: James Corcoran
  - Doctor Zhivago: A. W. Watkins and Franklin Milton
  - Alle tiders race: George Groves
  - Flammer over Virginia: Waldon O. Watson
- 1966: Grand Prix: Franklin Milton, Metro-Goldwyn-Mayer Studio
  - Pas på hovedet: Waldon O. Watson
  - Hawaii: Gordon E. Sawyer
  - Kanonbåden San Pablo: James Corcoran
  - Hvem er bange for Virginia Woolf?: George Groves
- 1967: I nattens nede: Samuel Goldwyn Studio Sound Department
  - Camelot: Warner Bros.-Seven Arts Studio Sound Department
  - De beskidte dusin: Metro-Goldwyn-Mayer Studio Sound Department
  - Doktor Dolittle: 20th Century-Fox Studio Sound Department
  - Millie: Universal City Studio Sound Department
- 1968: Oliver!: Shepperton Studios Sound Department
  - Bullitt: Warner Bros.-Seven Arts Studio Sound Department
  - Regnbuedalen: Warner Bros.-Seven Arts Studio Sound Department
  - Funny Girl: Columbia Studio Sound Department
  - Star!: 20th Century-Fox Studio Sound Department
- 1969: Hello, Dolly!: Jack Solomon, Murray Spivack
  - Anne, dronning i tusind dage: John Aldred
  - Butch Cassidy and the Sundance Kid: William Edmondson and David Dockendorf
  - Chicago, Chicago: Robert Martin and Clem Portman
  - Strandet i rummet: Les Fresholtz and Arthur Piantadosi

### 1970'erne
indikerer vinder
| År                                 | Film                                                                                     | Lydmænd |
| ---------------------------------- | ---------------------------------------------------------------------------------------- | ------- |
| 1970 (43.)                         |                                                                                          |         |
| Patton                             | Douglas Williams og Don Bassman                                                          |         |
| Airport - vinger af ild            | Ronald Pierce og David H. Moriarty                                                       |         |
| Ryans datter                       | Gordon McCallum and John Bramall                                                         |         |
| Tora! Tora! Tora!                  | Murray Spivack og Herman Lewis                                                           |         |
| Woodstock                          | Dan Wallin og L. A. Johnson                                                              |         |
| 1971 (44.)                         |                                                                                          |         |
| Spillemand på tagryg               | Gordon McCallum og David Hildyard                                                        |         |
| Diamanter varer evigt              | Gordon K. McCallum, John W. Mitchell og Al Overton                                       |         |
| The French Connection              | Theodore Soderberg og Christopher Newman                                                 |         |
| Kotch - en helvedes go' bedstefar  | Richard Portman og Jack Solomon                                                          |         |
| Marie Stuart, dronning af Skotland | Bob Jones og John Aldred                                                                 |         |
| 1972 (45.)                         |                                                                                          |         |
| Cabaret                            | Robert Knudson og David Hildyard                                                         |         |
| Fri som en sommerfugl              | Arthur Piantadosi og Charles T. Knight                                                   |         |
| Stem på McKay                      | Richard Portman og Gene Cantamessa                                                       |         |
| The Godfather                      | Charles Grenzbach, Richard Portman og Christopher Newman                                 |         |
| SOS Poseidon kalder                | Theodore Soderberg og Herman Lewis                                                       |         |
| 1973 (46.)                         |                                                                                          |         |
| Exorcisten                         | Robert Knudson og Chris Newman                                                           |         |
| Operation Alpha                    | Richard Portman og Larry Jost                                                            |         |
| Super-studenten                    | Donald O. Mitchell og Larry Jost                                                         |         |
| Paper Moon                         | Richard Portman og Les Fresholtz                                                         |         |
| Sidste stik                        | Ronald Pierce og Robert R. Bertrand                                                      |         |
| 1974 (47.)                         |                                                                                          |         |
| Jordskælv                          | Ronald Pierce og Melvin Metcalfe, Sr.                                                    |         |
| Chinatown                          | Charles Grenzbach og Larry Jost                                                          |         |
| Aflytningen                        | Walter Murch og Art Rochester                                                            |         |
| Det tårnhøje helvede               | Theodore Soderberg og Herman Lewis                                                       |         |
| Frankenstein junior                | Richard Portman og Gene Cantamessa                                                       |         |
| 1975 (48.)                         |                                                                                          |         |
| Dødens gab                         | Robert Hoyt, Roger Heman, Earl Madery og John Carter                                     |         |
| Bid tænderne sammen                | Arthur Piantadosi, Les Fresholtz, Richard Tyler og Al Overton Jr.                        |         |
| Funny Lady                         | Richard Portman, Don MacDougall, Curly Thirlwell og Jack Solomon                         |         |
| Hindenburg                         | Leonard Peterson, John A. Bolger Jr., John L. Mack og Don Sharpless                      |         |
| Vinden og løven                    | Harry W. Tetrick, Aaron Rochin, William McCaughey og Roy Charman                         |         |
| 1976 (49.)                         |                                                                                          |         |
| Alle præsidentens mænd             | Arthur Piantadosi, Les Fresholtz, Dick Alexander og Jim Webb                             |         |
| King Kong                          | Harry W. Tetrick (posthum nominering), William McCaughey, Aaron Rochin og Jack Solomon   |         |
| Rocky                              | Harry W. Tetrick (posthum nominering), William McCaughey, Lyle J. Burbridge og Bud Alper |         |
| Chicago-ekspressen                 | Donald O. Mitchell, Douglas O. Williams, Richard Tyler og Harold M. Etherington          |         |
| En stjerne fødes                   | Robert Knudson, Dan Wallin, Robert Glass og Tom Overton                                  |         |
| 1977 (50.)                         |                                                                                          |         |
| Star Wars Episode IV: Et nyt håb   | Don MacDougall, Ray West, Bob Minkler og Derek Ball                                      |         |
| Nærkontakt af tredje grad          | Robert Knudson, Robert Glass, Don MacDougall og Gene Cantamessa                          |         |
| Drama i dybet                      | Walter Goss, Dick Alexander, Tom Beckert og Robin Gregory                                |         |
| Frygtens pris                      | Robert Knudson, Robert Glass, Richard Tyler og Jean-Louis Ducarme                        |         |
| Skillevejen                        | Theodore Soderberg, Paul Wells, Douglas O. Williams og Jerry Jost                        |         |
| 1978 (51.)                         |                                                                                          |         |
| The Deer Hunter                    | Richard Portman, William McCaughey, Aaron Rochin og Darin Knight                         |         |
| The Buddy Holly Story              | Tex Rudloff, Joel Fein, Curly Thirlwell og Willie D. Burton                              |         |
| Himlen på jorden                   | John Wilkinson, Robert W. Glass Jr., John T. Reitz og Barry Thomas                       |         |
| Hooper                             | Robert Knudson, Robert Glass, Don MacDougall and Jack Solomon                            |         |
| Superman                           | Gordon K. McCallum, Graham V. Hartstone, Nicolas Le Messurier og Roy Charman             |         |
| 1979 (52.)                         |                                                                                          |         |
| Dommedag nu                        | Walter Murch, Mark Berger, Richard Beggs og Nat Boxer                                    |         |
| Den lysende rytter                 | Arthur Piantadosi, Les Fresholtz, Michael Minkler og Al Overton Jr.                      |         |
| Meteor                             | William McCaughey, Aaron Rochin, Michael J. Kohut og Jack Solomon                        |         |
| 1941                               | Robert Knudson, Robert Glass, Don MacDougall og Gene Cantamessa                          |         |
| The Rose                           | Theodore Soderberg, Douglas O. Williams, Paul Wells og Jim Webb                          |         |

### 1980'erne
indikerer vinder
| År                                                | Film                                                                             | Lydmænd |
| ------------------------------------------------- | -------------------------------------------------------------------------------- | ------- |
| 1980 (53.)                                        |                                                                                  |         |
| Star Wars Episode V: Empiret slår igen            | Bill Varney, Steve Maslow, Gregg Landaker og Peter Sutton                        |         |
| Eksperimentet                                     | Arthur Piantadosi, Les Fresholtz, Michael Minkler og Willie D. Burton            |         |
| Coal Miner's Daughter                             | Richard Portman, Roger Heman og James R. Alexander                               |         |
| Fame                                              | Michael J. Kohut, Aaron Rochin, Jay M. Harding og Christopher Newman             |         |
| Tyren fra Bronx                                   | Donald O. Mitchell, Bill Nicholson, David J. Kimball og Les Lazarowitz           |         |
| 1981 (54.)                                        |                                                                                  |         |
| Jagten på den forsvundne skat                     | Bill Varney, Steve Maslow, Gregg Landaker og Roy Charman                         |         |
| Deres sensommer                                   | Richard Portman og David M. Ronne                                                |         |
| Rumstation Jupiter                                | John Wilkinson, Robert W. Glass Jr., Robert Thirlwell og Robin Gregory           |         |
| Pennies from Heaven                               | Michael J. Kohut, Jay M. Harding, Richard Tyler og Al Overton Jr.                |         |
| Reds                                              | Dick Vorisek, Tom Fleischman and Simon Kaye                                      |         |
| 1982 (55.)                                        |                                                                                  |         |
| E.T.                                              | Robert Knudson, Robert Glass, Don Digirolamo og Gene Cantamessa                  |         |
| Das Boot                                          | Milan Bor, Trevor Pyke og Mike Le Mare                                           |         |
| Gandhi                                            | Gerry Humphreys, Robin O'Donoghue, Jonathan Bates og Simon Kaye                  |         |
| Tootsie                                           | Arthur Piantadosi, Les Fresholtz, Dick Alexander og Les Lazarowitz               |         |
| Tron                                              | Michael Minkler, Bob Minkler, Lee Minkler og James LaRue                         |         |
| 1983 (56.)                                        |                                                                                  |         |
| Mænd af den rette støbning                        | Mark Berger, Tom Scott, Randy Thom og David MacMillan                            |         |
| Ulvenes land                                      | Alan Splet, Todd Boekelheide, Randy Thom og David Parker                         |         |
| Star Wars Episode VI: Jediridderen vender tilbage | Ben Burtt, Gary Summers, Randy Thom og Tony Dawe                                 |         |
| Tid til kærtegn                                   | Donald O. Mitchell, Rick Kline, Kevin O'Connell og James R. Alexander            |         |
| WarGames                                          | Michael J. Kohut, Carlos Delarios, Aaron Rochin og Willie D. Burton              |         |
| 1984 (57.)                                        |                                                                                  |         |
| Amadeus                                           | Mark Berger, Tom Scott, Todd Boekelheide og Chris Newman                         |         |
| Dune                                              | Bill Varney, Steve Maslow, Kevin O'Connell og Nelson Stoll                       |         |
| Vejen til Indien                                  | Graham V. Hartstone, Nicolas Le Messurier, Michael A. Carter og John W. Mitchell |         |
| Stormfloden                                       | Nick Alphin, Robert Thirlwell, Richard Portman og David M. Ronne                 |         |
| 2010                                              | Michael J. Kohut, Aaron Rochin, Carlos Delarios og Gene Cantamessa               |         |
| 1985 (58.)                                        |                                                                                  |         |
| Mit Afrika                                        | Chris Jenkins, Gary Alexander, Larry Stensvold og Peter Handford                 |         |
| Tilbage til fremtiden                             | Bill Varney, B. Tennyson Sebastian II, Robert Thirlwell og William B. Kaplan     |         |
| A Chorus Line                                     | Donald O. Mitchell, Michael Minkler, Gerry Humphreys og Christopher Newman       |         |
| Ladyhawke og lommetyven                           | Les Fresholtz, Dick Alexander, Vern Poore og Bud Alper                           |         |
| Silverado                                         | Donald O. Mitchell, Rick Kline, Kevin O'Connell og David M. Ronne                |         |
| 1986 (59.)                                        |                                                                                  |         |
| Platoon                                           | John Wilkinson, Richard Rogers, Charles Grenzbach og Simon Kaye                  |         |
| Aliens                                            | Graham V. Hartstone, Nicolas Le Messurier, Michael A. Carter og Roy Charman      |         |
| Elitesoldaten                                     | Les Fresholtz, Dick Alexander, Vern Poore og Bill Nelson                         |         |
| Star Trek IV - Rejsen tilbage til Jorden          | Terry Porter, David J. Hudson, Mel Metcalfe og Gene Cantamessa                   |         |
| Top Gun                                           | Donald O. Mitchell, Kevin O'Connell, Rick Kline og William B. Kaplan             |         |
| 1987 (60.)                                        |                                                                                  |         |
| Den sidste kejser                                 | Bill Rowe og Ivan Sharrock                                                       |         |
| Solens rige                                       | Robert Knudson, Don Digirolamo, John Boyd og Tony Dawe                           |         |
| Dødbringende våben                                | Les Fresholtz, Dick Alexander, Vern Poore og Bill Nelson                         |         |
| RoboCop                                           | Michael J. Kohut, Carlos Delarios, Aaron Rochin og Robert Wald                   |         |
| Heksene fra Eastwick                              | Wayne Artman, Tom Beckert, Tom E. Dahl og Art Rochester                          |         |
| 1988 (61.)                                        |                                                                                  |         |
| Bird                                              | Les Fresholtz, Dick Alexander, Vern Poore og Willie Burton                       |         |
| Die Hard                                          | Don J. Bassman, Kevin F. Cleary, Richard Overton og Al Overton Jr.               |         |
| Gorillaer i disen                                 | Andy Nelson, Brian Saunders og Peter Handford                                    |         |
| Mississippi Burning                               | Robert J. Litt, Elliot Tyson, Rick Kline og Danny Michael                        |         |
| Hvem snørede Roger Rabbit                         | Robert Knudson, John Boyd, Don Digirolamo og Tony Dawe                           |         |
| 1989 (62.)                                        |                                                                                  |         |
| Ærens mark                                        | Donald O. Mitchell, Gregg Rudloff, Elliot Tyson og Russell Williams              |         |
| Dybet                                             | Don J. Bassman, Kevin F. Cleary, Richard Overton og Lee Orloff                   |         |
| Black Rain                                        | Donald O. Mitchell, Kevin O'Connell, Greg P. Russell og Keith A. Wester          |         |
| Født den 4. juli                                  | Michael Minkler, Gregory H. Watkins, Wylie Stateman og Tod A. Maitland           |         |
| Indiana Jones og det sidste korstog               | Ben Burtt, Gary Summers, Shawn Murphy og Tony Dawe                               |         |

### 1990'erne
indikerer vinder
| År                                       | Film                                                                      | Lydmænd |
| ---------------------------------------- | ------------------------------------------------------------------------- | ------- |
| 1990 (63.)                               |                                                                           |         |
| Danser med ulve                          | Jeffrey Perkins, Bill W. Benton, Gregory H. Watkins og Russell Williams   |         |
| Days of Thunder                          | Charles M. Wilborn, Donald O. Mitchell, Rick Kline og Kevin O'Connell     |         |
| Dick Tracy                               | Thomas Causey, Chris Jenkins, David E. Campbell og Doug Hemphill          |         |
| Jagten på Røde Oktober                   | Richard Bryce Goodman, Richard Overton, Kevin F. Cleary og Don J. Bassman |         |
| Sidste udkald                            | Nelson Stoll, Michael J. Kohut, Carlos Delarios og Aaron Rochin           |         |
| 1991 (64.)                               |                                                                           |         |
| Terminator 2: Dommedag                   | Tom Johnson, Gary Rydstrom, Gary Summers og Lee Orloff                    |         |
| Flammehav                                | Gary Summers, Randy Thom, Gary Rydstrom og Glenn Williams                 |         |
| Skønheden og udyret                      | Terry Porter, Mel Metcalfe, David J. Hudson og Doc Kane                   |         |
| JFK                                      | Michael Minkler, Gregg Landaker og Tod A. Maitland                        |         |
| Ondskabens øjne                          | Tom Fleischman og Christopher Newman                                      |         |
| 1992 (65.)                               |                                                                           |         |
| Den sidste mohikaner                     | Chris Jenkins, Doug Hemphill, Mark Smith og Simon Kaye                    |         |
| Aladdin                                  | Terry Porter, Mel Metcalfe, David J. Hudson og Doc Kane                   |         |
| Et spørgsmål om ære                      | Kevin O'Connell, Rick Kline og Robert Eber                                |         |
| Kapring på åbent hav                     | Donald O. Mitchell, Frank A. Montaño, Rick Hart og Scott D. Smith         |         |
| De nådesløse                             | Les Fresholtz, Vern Poore, Dick Alexander og Rob Young                    |         |
| 1993 (66.)                               |                                                                           |         |
| Jurassic Park                            | Gary Summers, Gary Rydstrom, Shawn Murphy og Ron Judkins                  |         |
| Cliffhanger                              | Michael Minkler, Bob Beemer og Tim Cooney                                 |         |
| Flygtningen                              | Donald O. Mitchell, Michael Herbick, Frank A. Montaño og Scott D. Smith   |         |
| Geronimo - en amerikansk legende         | Chris Carpenter, Doug Hemphill, Bill W. Benton og Lee Orloff              |         |
| Schindlers liste                         | Andy Nelson, Steve Pederson, Scott Millan og Ron Judkins                  |         |
| 1994 (67.)                               |                                                                           |         |
| Speed                                    | Gregg Landaker, Steve Maslow, Bob Beemer og David MacMillan               |         |
| Dødens karteller                         | Donald O. Mitchell, Michael Herbick, Frank A. Montaño og Art Rochester    |         |
| Forrest Gump                             | Randy Thom, Tom Johnson, Dennis S. Sands og William B. Kaplan             |         |
| Legendernes tid                          | Paul Massey, David E. Campbell, Chris David og Douglas Ganton             |         |
| En verden udenfor                        | Robert J. Litt, Elliot Tyson, Michael Herbick og Willie D. Burton         |         |
| 1995 (68.)                               |                                                                           |         |
| Apollo 13                                | Rick Dior, Steve Pederson, Scott Millan og David MacMillan                |         |
| Batman Forever                           | Donald O. Mitchell, Frank A. Montaño, Michael Herbick og Petur Hliddal    |         |
| Braveheart                               | Andy Nelson, Scott Millan, Anna Behlmer og Brian Simmons                  |         |
| Fjenden i dybet                          | Kevin O'Connell, Rick Kline, Gregory H. Watkins og William B. Kaplan      |         |
| Waterworld                               | Steve Maslow, Gregg Landaker og Keith A. Wester                           |         |
| 1996 (69.)                               |                                                                           |         |
| Den engelske patient                     | Walter Murch, Mark Berger, David Parker og Chris Newman                   |         |
| Evita                                    | Andy Nelson, Anna Behlmer og Ken Weston                                   |         |
| Independence Day                         | Chris Carpenter, Bill W. Benton, Bob Beemer og Jeff Wexler                |         |
| The Rock                                 | Kevin O'Connell, Greg P. Russell og Keith A. Wester                       |         |
| Twister                                  | Steve Maslow, Gregg Landaker, Kevin O'Connell og Geoffrey Patterson       |         |
| 1997 (70.)                               |                                                                           |         |
| Titanic                                  | Gary Rydstrom, Tom Johnson, Gary Summers og Mark Ulano                    |         |
| Air Force One                            | Paul Massey, Rick Kline, Doug Hemphill og Keith A. Wester                 |         |
| Con Air                                  | Kevin O'Connell, Greg P. Russell og Art Rochester                         |         |
| Contact                                  | Randy Thom, Tom Johnson, Dennis S. Sands og William B. Kaplan             |         |
| L.A. Confidential                        | Andy Nelson, Anna Behlmer og Kirk Francis                                 |         |
| 1998 (71.)                               |                                                                           |         |
| Saving Private Ryan                      | Gary Rydstrom, Gary Summers, Andy Nelson og Ron Judkins                   |         |
| Armageddon                               | Kevin O'Connell, Greg P. Russell og Keith A. Wester                       |         |
| Zorro - den maskerede hævner             | Kevin O'Connell, Greg P. Russell og Pud Cusack                            |         |
| Shakespeare in Love                      | Robin O'Donoghue, Dominic Lester og Peter Glossop                         |         |
| Den tynde røde linje                     | Andy Nelson, Anna Behlmer og Paul Brincat                                 |         |
| 1999 (72.)                               |                                                                           |         |
| The Matrix                               | John T. Reitz, Gregg Rudloff, David E. Campbell og David Lee              |         |
| Den grønne mil                           | Robert J. Litt, Elliot Tyson, Michael Herbick og Willie D. Burton         |         |
| The Insider                              | Andy Nelson, Doug Hemphill og Lee Orloff                                  |         |
| Mumien                                   | Leslie Shatz, Chris Carpenter, Rick Kline og Chris Munro                  |         |
| Star Wars Episode I: Den usynlige fjende | Gary Rydstrom, Tom Johnson, Shawn Murphy og John Midgley                  |         |

### 2000'erne
indikerer vinder
| År                                              | Film                                                                     | Lydmænd |
| ----------------------------------------------- | ------------------------------------------------------------------------ | ------- |
| 2000 (73.)                                      |                                                                          |         |
| Gladiator                                       | Scott Millan, Bob Beemer og Ken Weston                                   |         |
| Cast Away                                       | Randy Thom, Tom Johnson, Dennis S. Sands og William B. Kaplan            |         |
| The Patriot                                     | Kevin O'Connell, Greg P. Russell og Lee Orloff                           |         |
| The Perfect Storm                               | John T. Reitz, Gregg Rudloff, David E. Campbell og Keith A. Wester       |         |
| U-571                                           | Steve Maslow, Gregg Landaker, Rick Kline og Ivan Sharrock                |         |
| 2001 (74.)                                      |                                                                          |         |
| Black Hawk Down                                 | Michael Minkler, Chris Munro og Myron Nettinga                           |         |
| Amélie                                          | Vincent Arnardi, Guillaume Leriche og Jean Umansky                       |         |
| Ringenes herre - Eventyret om ringen            | Christopher Boyes, Michael Semanick, Gethin Creagh og Hammond Peek       |         |
| Moulin Rouge!                                   | Andy Nelson, Anna Behlmer, Roger Savage og Guntis Sics                   |         |
| Pearl Harbor                                    | Greg P. Russell, Peter J. Devlin og Kevin O'Connell                      |         |
| 2002 (75.)                                      |                                                                          |         |
| Chicago                                         | Michael Minkler, Dominick Tavella og David Lee                           |         |
| Gangs of New York                               | Tom Fleischman, Eugene Gearty og Ivan Sharrock                           |         |
| Ringenes herre - De to tårne                    | Christopher Boyes, Michael Semanick, Michael Hedges og Hammond Peek      |         |
| Vejen til Perdition                             | Scott Millan, Bob Beemer, og John Pritchett                              |         |
| Spider-Man                                      | Kevin O'Connell, Greg P. Russell og Ed Novick                            |         |
| 2003 (76.)                                      |                                                                          |         |
| Ringenes herre - Kongen vender tilbage          | Christopher Boyes, Michael Semanick, Michael Hedges og Hammond Peek      |         |
| Den sidste samurai                              | Andy Nelson, Anna Behlmer og Jeff Wexler                                 |         |
| Master and Commander: Til verdens ende          | Paul Massey, Doug Hemphill og Art Rochester                              |         |
| Pirates of the Caribbean: Den sorte forbandelse | Christopher Boyes, David Parker, David E. Campbell og Lee Orloff         |         |
| Seabiscuit                                      | Andy Nelson, Anna Behlmer og Tod A. Maitland                             |         |
| 2004 (77.)                                      |                                                                          |         |
| Ray                                             | Scott Millan, Greg Orloff, Bob Beemer og Steve Cantamessa                |         |
| The Aviator                                     | Tom Fleischman og Petur Hliddal                                          |         |
| De utrolige                                     | Randy Thom, Gary Rizzo og Doc Kane                                       |         |
| Polar-Ekspressen                                | Randy Thom, Tom Johnson, Dennis S. Sands og William B. Kaplan            |         |
| Spider-Man 2                                    | Kevin O'Connell, Greg P. Russell, Jeffrey J. Haboush og Joseph Geisinger |         |
| 2005 (78.)                                      |                                                                          |         |
| King Kong                                       | Christopher Boyes, Michael Semanick, Michael Hedges og Hammond Peek      |         |
| Narnia: Løven, heksen og garderobeskabet        | Terry Porter, Dean A. Zupancic og Tony Johnson                           |         |
| Mit liv som geisha                              | Kevin O'Connell, Greg P. Russell, Rick Kline og John Pritchett           |         |
| Walk the Line                                   | Paul Massey, Doug Hemphill og Peter Kurland                              |         |
| War of the Worlds                               | Andy Nelson, Anna Behlmer og Ron Judkins                                 |         |
| 2006 (79.)                                      |                                                                          |         |
| Dreamgirls                                      | Michael Minkler, Bob Beemer og Willie D. Burton                          |         |
| Apocalypto                                      | Kevin O'Connell, Greg P. Russell og Fernando Cámara                      |         |
| Blood Diamond                                   | Andy Nelson, Anna Behlmer og Ivan Sharrock                               |         |
| Flags of Our Fathers                            | John T. Reitz, David E. Campbell, Gregg Rudloff og Walt Martin           |         |
| Pirates of the Caribbean - Død mands kiste      | Paul Massey, Christopher Boyes og Lee Orloff                             |         |
| 2007 (80.)                                      |                                                                          |         |
| The Bourne Ultimatum                            | Scott Millan, David Parker og Kirk Francis                               |         |
| No Country for Old Men                          | Skip Lievsay, Craig Berkey, Greg Orloff og Peter Kurland                 |         |
| Ratatouille                                     | Randy Thom, Michael Semanick og Doc Kane                                 |         |
| 3:10 til Yuma                                   | Paul Massey, David Giammarco og Jim Stuebe                               |         |
| Transformers                                    | Kevin O'Connell, Greg P. Russell og Peter J. Devlin                      |         |
| 2008 (81.)                                      |                                                                          |         |
| Slumdog Millionaire                             | Ian Tapp, Richard Pryke og Resul Pookutty                                |         |
| Benjamin Buttons forunderlige liv               | David Parker, Michael Semanick, Ren Klyce og Mark Weingarten             |         |
| The Dark Knight                                 | Lora Hirschberg, Gary Rizzo og Ed Novick                                 |         |
| WALL-E                                          | Tom Myers, Michael Semanick og Ben Burtt                                 |         |
| Wanted                                          | Chris Jenkins, Frank A. Montaño og Petr Forejt                           |         |
| 2009 (82.)                                      |                                                                          |         |
| The Hurt Locker                                 | Paul N. J. Ottosson og Ray Beckett                                       |         |
| Avatar                                          | Christopher Boyes, Gary Summers, Andy Nelson og Tony Johnson             |         |
| Inglourious Basterds                            | Michael Minkler, Tony Lamberti og Mark Ulano                             |         |
| Star Trek                                       | Anna Behlmer, Andy Nelson og Peter J. Devlin                             |         |
| Transformers: De faldenes hævn                  | Greg P. Russell, Gary Summers og Geoffrey Patterson                      |         |

### 2010'erne
indikerer vinder
| År                                        | Film                                                                 | Lydmænd                                                    |
| ----------------------------------------- | -------------------------------------------------------------------- | ---------------------------------------------------------- |
| 2010 (83.)                                |                                                                      |                                                            |
| Inception                                 | Lora Hirschberg, Gary Rizzo og Ed Novick                             |                                                            |
| Kongens store tale                        | Paul Hamblin, Martin Jensen og John Midgley                          |                                                            |
| Salt                                      | Jeffrey J. Haboush, Greg P. Russell, Scott Millan og William Sarokin |                                                            |
| The Social Network                        | Ren Klyce, David Parker, Michael Semanick og Mark Weingarten         |                                                            |
| True Grit                                 | Skip Lievsay, Craig Berkey, Greg Orloff og Peter Kurland             |                                                            |
| 2011 (84.)                                |                                                                      |                                                            |
| Hugo                                      | Tom Fleischman og John Midgley                                       |                                                            |
| The Girl with the Dragon Tattoo           | David Parker, Michael Semanick, Ren Klyce og Bo Persson              |                                                            |
| Moneyball                                 | Deb Adair, Ron Bochar, Dave Giammarco og Ed Novick                   |                                                            |
| Transformers 3                            | Greg P. Russell, Gary Summers, Jeffrey J. Haboush og Peter J. Devlin |                                                            |
| War Horse                                 | Gary Rydstrom, Andy Nelson, Tom Johnson og Stuart Wilson             |                                                            |
| 2012 (85.)                                |                                                                      |                                                            |
| Les Misérables                            | Andy Nelson, Mark Paterson og Simon Hayes                            |                                                            |
| Operation Argo                            | John Reitz, Gregg Rudloff og Jose Antonio Garcia                     |                                                            |
| Life of Pi                                | Ron Bartlett, D.M. Hemphill og Drew Kunin                            |                                                            |
| Lincoln                                   | Andy Nelson, Gary Rydstrom og Ronald Judkins                         |                                                            |
| Skyfall                                   | Scott Millan, Greg P. Russell og Stuart Wilson                       |                                                            |
| 2013 (86.)                                |                                                                      |                                                            |
| Gravity                                   | Skip Lievsay, Niv Adiri, Christopher Benstead og Chris Munro         |                                                            |
| Captain Phillips                          | Chris Burdon, Mark Taylor, Mike Prestwood Smith og Chris Munro       |                                                            |
| Hobbitten: Dragen Smaugs ødemark          | Christopher Boyes, Michael Hedges, Michael Semanick og Tony Johnson  |                                                            |
| Inside Llewyn Davis                       | Skip Lievsay, Greg Orloff og Peter Kurland                           |                                                            |
| Lone Survivor                             | Andy Koyama, Beau Borders og David Brownlow                          |                                                            |
| 2014 (87.)                                |                                                                      |                                                            |
| Whiplash                                  | Craig Mann, Ben Wilkins og Thomas Curley                             |                                                            |
| American Sniper                           | John Reitz, Gregg Rudloff og Walt Martin (posthum nominering)        |                                                            |
| Birdman                                   | Jon Taylor, Frank A. Montaño og Thomas Varga                         |                                                            |
| Interstellar                              | Gary A. Rizzo, Gregg Landaker og Mark Weingarten                     |                                                            |
| Unbroken                                  | Jon Taylor, Frank A. Montaño og David Lee                            |                                                            |
| 2015 (88.)                                |                                                                      |                                                            |
| Mad Max: Fury Road                        | Chris Jenkins, Gregg Rudloff og Ben Osmo                             |                                                            |
| Spionernes bro                            | Andy Nelson, Gary Rydstrom og Drew Kunin                             |                                                            |
| The Martian                               | Paul Massey, Mark Taylor og Mac Ruth                                 |                                                            |
| The Revenant                              | Jon Taylor, Frank A. Montaño, Randy Thom og Chris Duesterdiek        |                                                            |
| Star Wars: The Force Awakens              | Andy Nelson, Christopher Scarabosio og Stuart Wilson                 |                                                            |
| 2016 (89.)                                |                                                                      |                                                            |
| Hacksaw Ridge                             | Kevin O'Connell, Andy Wright, Robert Mackenzie og Peter Grace        |                                                            |
| Arrival                                   | Bernard Gariépy Strobl og Claude La Haye                             |                                                            |
| La La Land                                | Andy Nelson, Ai-Ling Lee og Steve A. Morrow                          |                                                            |
| Rogue One: A Star Wars Story              | David Parker, Christopher Scarabosio og Stuart Wilson                |                                                            |
| 13 Hours: The Secret Soldiers of Benghazi | Gary Summers, Jeffrey J. Haboush og Mac Ruth                         |                                                            |
| 2017 (90.)                                | Dunkirk                                                              | Gregg Landaker, Gary Rizzo og Mark Weingarten              |
| 2017 (90.)                                | Baby Driver                                                          | Julian Slater, Tim Cavagin og Mary H. Ellis                |
| 2017 (90.)                                | Blade Runner 2049                                                    | Ron Bartlett, Doug Hemphill og Mac Ruth                    |
| 2017 (90.)                                | The Shape of Water                                                   | Christian Cooke, Brad Zoern og Glen Gauthier               |
| 2017 (90.)                                | Star Wars: The Last Jedi                                             | David Parker, Michael Semanick, Ren Klyce og Stuart Wilson |
| 2018 (91.)                                | Bohemian Rhapsody                                                    | Paul Massey, Tim Cavagin og John Casali                    |
| 2018 (91.)                                | Black Panther                                                        | Steve Boeddeker, Brandon Proctor og Peter J. Devlin        |
| 2018 (91.)                                | First Man                                                            | Jon Taylor, Frank A. Montaño, Ai-Ling Lee og Mary H. Ellis |
| 2018 (91.)                                | A Quiet Place                                                        | Skip Lievsay, Craig Henighan og José Antonio Garcia        |
| 2018 (91.)                                | Roma                                                                 | Tom Ozanich, Dean Zupancic, Jason Ruder og Steve Morrow    |
| 2019 (92.)                                | 1917                                                                 | Mark Taylor og Stuart Wilson                               |
| 2019 (92.)                                | Ad Astra                                                             | Gary Rydstrom, Tom Johnson og Mark Ulano                   |
| 2019 (92.)                                | Le Mans '66                                                          | Paul Massey, David Giammarco og Steven A. Morrow           |
| 2019 (92.)                                | Joker                                                                | Tom Ozanich, Dean Zupancic og Tod Maitland                 |
| 2019 (92.)                                | Once Upon a Time in Hollywood                                        | Michael Minkler, Christian P. Minkler og Mark Ulano        |